# Rinat Tarzumanov
Rinat Tarzumanov (* 26. März 1984) ist ein usbekischer Leichtathlet, der sich auf den Speerwurf spezialisiert hat.

## Sportliche Laufbahn
Erste internationale Erfahrungen sammelte Rinat Tarzumanov im Jahr 2001, als er bei den Jugendweltmeisterschaften in Debrecen bis ins Finale gelangte, dort aber nicht mehr an den Start ging. Im Jahr darauf schied er bei den Juniorenweltmeisterschaften in Kingston mit einer Weite von 57,05 m in der Qualifikationsrunde aus und 2003 belegte er dann bei den Asienmeisterschaften in Manila mit 71,35 m den sechsten Platz, ehe er bei den Zentralasienspielen in Duschanbe mit 66,37 m die Goldmedaille gewann. 2005 erreichte er bei den Asienmeisterschaften in Incheon mit 64,70 m Rang 13 und 2007 wurde er bei den Asienmeisterschaften in Amman mit 70,35 m Vierter. 2010 nahm er an den Asienspielen in Guangzhou teil und gewann dort mit einem Wurf auf 79,65 m die Bronzemedaille hinter dem Japaner Yukifumi Murakami und Park Jae-myong aus Südkorea. Im Jahr darauf schied er bei den Weltmeisterschaften in Daegu mit 70,32 m in der Vorrunde aus und 2013 bestritt er in Bangkok seinen letzten offiziellen Wettkampf und beendete daraufhin seine aktive sportliche Karriere im Alter von 29 Jahren.
2003 wurde Tarzumanov usbekischer Meister im Speerwurf.